# Opération anti-terroriste à Tbilissi de novembre 2017
L'opération antiterroriste de novembre 2017 à Tbilissi, aussi appelée siège d'Isani, est un affrontement entre la police et les forces de sécurité géorgiennes et un groupe de quatre djihadistes armés, dont l'ancien officier de l'État islamique Ahmed Tchataïev, qui a lieu dans et autour d'un appartement de la rue Gabriel Salosi dans le quartier Isani de Tbilissi, du 21 au 22 novembre 2017.
Trois militants présumés, dont Chataïev, ainsi qu'un officier antiterroriste, sont tués et quatre membres des forces de l'ordre sont blessés à la suite d'un affrontement d'environ 20 heures. Un membre du groupe est arrêté. Selon les responsables de la sécurité géorgiens, le groupe d'hommes prévoyait de mener une attaque terroriste contre des missions diplomatiques étrangères en Géorgie et en Turquie.

## Siège
Une opération spéciale, impliquant la police géorgienne et les services de sécurité de l'État, visant à désarmer un groupe armé retranché dans un appartement loué dans un pâté de maisons de la rue Gabriel Salos dans le district d'Isani à Tbilissi commence le 21 novembre et se transforme en fusillades et explosions pendant la nuit après de vaines tentatives des autorités pour convaincre les hommes de se rendre. C'est l'officier Zviad Kharazichvili qui doit diriger l'équipe chargée de mettre fin à l'affrontement du quartier Isani, mais celle-ci est remplacée au dernier moment par une unité entraînée par des instructeurs américains.
Les combats commencent lorsque les suspects répondent aux demandes des autorités par des tirs nourris et des grenades à main sur les forces de sécurité, blessant 3 officiers des services de sécurité, dont l'un décède plus tard à l'hôpital, et deux policiers. En réponse, la police s'installe avec des voitures blindées et prend ensuite d'assaut l'appartement. L'opération se termine à 17 h, heure locale, le 22 novembre. Au cours de ce que les responsables géorgiens déclarent être une opération anti-terroriste, trois terroristes présumés, tous des « ressortissants étrangers », sont tués et un, confirmé par la suite comme étant un citoyen russe, est arrêté. Deux des suspects sont abattus par la police alors qu'ils tentent de s'échapper. L'un des terroristes tués est par la suite identifié comme étant Akhmed Tchataïev, qui se serait fait exploser lors de la fusillade.

## Enquête et auteurs
Le gouvernement reste discret après l'opération et est critiqué par l'opposition pour son manque de transparence. Les experts américains de la lutte contre le terrorisme participent à l'enquête.
L'un des auteurs accusés, désigné comme « S.D. » par le bureau du procureur général de Géorgie, est ensuite identifié comme étant Shoaif Borziev, un citoyen russe de 23 ans d'origine tchétchène, recherché par la Russie via Interpol.
Un des suspects décédés est identifié comme étant Ahmed Tchataïev, un recruteur tchétchène de l'État islamique, par le service de sécurité d'État de Géorgie,. Il avait été arrêté en Géorgie lors de l'incident de Lopota (en) en 2012, mais ensuite libéré sous caution et innocenté des accusations de possession d'explosifs en raison de « preuves insuffisantes ». Il était ensuite devenu commandant de l'État islamique en Syrie et avait été désigné par les Nations unies comme « terroriste étranger ». Les services de sécurité identifient les deux autres militants tués comme étant Ibragim Adachev et Aslambek Soltakhmadov. Le premier s'était rendu en Géorgie de 2010 à 2012 « avec divers faux passeports ».
Les responsables de la sécurité géorgiens fournissent plus de détails le 26 décembre, affirment que le groupe avait planifié des attaques terroristes contre des missions diplomatiques étrangères en Géorgie et en Turquie. Selon le chef du service de sécurité de l'État géorgien Vakhtang Gomelaouri, Tchataïev et ses associés se sont rendus en Géorgie en 2017, contournant un poste de contrôle frontalier, mais ont refusé de préciser le pays à partir duquel ils ont traversé la Géorgie. Gomelaouri déclare qu'une cache d'armes à partir de laquelle le groupe a été fourni a été trouvée dans les bois et qu'il y a deux versions concernant les activités prévues du groupe en Géorgie, sans entrer dans plus de détails.

## Conséquences
Le 26 décembre, le Département de la lutte contre le terrorisme mène une double opération à Tbilissi et dans les gorges de Pankisi, dans le nord-est de la Géorgie, habitées par l'ethnie Kistine, un sous-groupe tchétchène. Quatre hommes prétendument liés au groupe de Tchataïev sont arrêtés,. Au cours de l'opération, un suspect de 18 ans arrêté dans les gorges de Pankisi, Temirlan Machalikachvili, est grièvement blessé par balle et meurt à l'hôpital le 12 janvier 2018. Selon les responsables de la sécurité, le garçon tentait de faire exploser une grenade à main alors que les agents de sécurité entraient chez lui, mais la famille Machalikachvili nie ces déclarations et affirme qu'il dormait lorsque les agents ont ouvert le feu. Un Géorgien prétendument lié à « l'affaire Tchataïev » est également arrêté par la police turque à Trabzon.
Le 27 juillet 2018, le bureau du procureur de Géorgie déclare que le groupe et ses complices étaient arrivés en Géorgie pour mener des actes terroristes en représailles à l'arrestation en juin 2015 d'Aiuf Borchashvili, un habitant des gorges de Pankisi, accusé d'avoir recruté des habitants pour l'EI. Le même jour, le tribunal de la ville de Tbilissi juge que Shoaif Borziev est coupable d'avoir comploté des actes terroristes en Géorgie et le condamne à treize ans de prison. Ruslan Shavadze, un autre membre du groupe, reçoit la même condamnation par contumace. Il est détenu en Géorgie en août 2018. Quatre autres hommes, tous de nationalité géorgienne, détenus de décembre 2017 à janvier 2018, sont reconnus coupables d'avoir fourni un soutien logistique au groupe Chataïev et condamnés de 10 à 12 ans de prison.